# Янко Мишо
Янко Мишо (на гръцки: Ιωάννης Μίσσιος, Йоанис Мисиос) e гъркоманин от Македония, гръцки учител и деятел на Гръцката въоръжена пропаганда.

## Биография
Янко Мишо е роден през 1862 година в град Струмица, тогава в Османската империя, днес в Република Северна Македония. След като завършва училището на Дружеството за разпространяване на гръцката писменост, става учител в родния си град. В началото на XX в. е преместен като учител в Енидже Вардар. Като такъв остро се противопоставя на опитите за отваряне на български училища в града. На 8 юни 1906 година секретарят на войводата Апостол Петков Кочо изпраща писмо на Янко Мишо, в което на български с гръцки букви го глобява с 5 турски лири и след края на учебната година го призовава да напусне Енидже Вардар. След това Мишо заминава със семейството си за Цариград, където преподава до 1922 година. С размяната на населенията между Гърция и Турция през 1922 година заминава за Гърция. Умира през 1931 година.